# یواس‌اس پولانا (ای‌کی‌ای-۳۵)
یواس‌اس پولانا (ای‌کی‌ای-۳۵) (به انگلیسی: USS Polana (AKA-35)) یک کشتی بود که طول آن ۴۲۶ فوت (۱۳۰ متر) بود. این کشتی در سال ۱۹۴۵ ساخته شد.